# Echolyn
Echolyn é uma banda estadunidense de rock progressivo formada na Pensilvânia em 1989.

## História
Echolyn foi formado em 1989 quando o guitarrista Brett Kull e o baterista Paul Ramsey, então membros da recém extinta banda cover Narcissus, uniram-se ao tecladista Chris Buzby para formar uma nova banda focada em músicas próprias. Logo uniram-se a eles o ex-integrantes do Narcissus Ray Weston no vocal e o baixista Jesse Reyes. Começaram então a apresentar-se ao vivo e a gravar o álbum de estreia, Echolyn, que foi lançado em 1991. Durante as gravações Rayes foi substituído por Tom Hyatt no baixo.
Com essa formação a banda gravou o segundo álbum, Suffocating the Bloom, e o EP de quatro canções ...and every blossom, atraindo as atenções da Sony Music. Em 1993 assinaram um contrato de múltiplos álbuns com a gravadora Epic Records, lançando então o álbum As the World, em março de 1995.
Posteriormente a banda entrou em desacordo com a gravadora por causa da sua direção musical, sendo forçados a promover As the World sem o suporte da Sony Epic. Desiludidos, desfizeram o grupo, lançando o álbum póstumo de demos e faixas ao vivo When the Sweet Turns Sour em 1996.
Weston, Kull e Ramsey formaram uma nova banda mais voltada ao rock, que primeiramente chamava-se Still, e que após foi renomeada para Always Almost. Buzby formou outra banda de rock progressivo influenciada pelo jazz chamada Finneus Gauge.
O Echolyn reuniu-se novamente, sem a presença de Hyatt, em meados de 2000, com Weston assumindo o lugar no baixo e um novo membro, Jordan Perlson, ex-aluno de Buzby, auxiliando Ramsey na bateria e percussão. Essa formação produziu o álbum Cowboy Poems Free (2000) e mei (2002), este último contendo uma única trilha de 50 minutos de duração.
Após tocar como convidado da banda em 2002 e início de 2003, Tom Hyatt voltou oficialmente ao Echolyn no final daquele ano. O primeiro álbum com a banda reformulada foi lançado em setembro de 2005, The End Is Beautiful.

## Integrantes

### Formação atual
- Ray Weston - vocal e baixo (1989-1996; desde 2000)
- Brett Kull - guitarra e vocal (1989-1996; desde 2000)
- Chris Buzby - teclado e vocal (1989-1996; desde 2000)
- Paul Ramsey - bateria e percussão (1989-1996; desde 2000)
- Tom Hyatt - baixo (1991-1996; desde 2003)

### Ex-integrantes
- Jesse Reyes - baixo (1989-1991)
- Jordan Perlson - percussão (2000-2002)

## Discografia
- Echolyn (1991)
- Suffocating the Bloom (1992)
- ...and every blossom (1993)
- As the World (1995)
- When the Sweet Turns Sour (1996)
- Cowboy Poems Free (2000)
- A Little Nonsense (Now and Then) (2002) (box set)
- mei (2002)
- Progfest '94 (the Official Bootleg) (2002) (lançado especialmente para a troca entre fãs da banda)
- Jersey Tomato, Volume 2 (Live at the Metlar-Bodine Museum) (2004)
- Stars and Gardens, Volume 4 DVD (2004)
- The End Is Beautiful (2005)
- Cowboy Poems Free (remaster) (2008)
- echolyn (2012)

## Curiosidades

### Estilo musical
Os membros da banda citam como referência as bandas Genesis, Gentle Giant, Yes, Steely Dan, Jethro Tull e The Beatles. Enquanto o estilo da banda variou durante os anos, tais influências refletiram constantemente em seu trabalho. A banda é lembrada pelas estruturas harmônicas nada ortodoxas (influenciadas pela música erudita moderna) e pelas passagens vocais de contraponto.
Os álbuns gravados antes do término da banda em 1996 assemelham-se mais ao lado mais clássico do rock progressivo, com vários níveis de teclados e arranjos extensos. Após a reformulação, a banda enfatizou arranjos mais fortes e concisos, mantendo muito da sofisticação que a renomearam como banda progressiva.

### Páginas dos integrantes
- (em inglês) Página oficial de Brett Kull
- (em inglês) Página oficial de Ray Weston